# 피에르 파올로 파솔리니
피에르 파올로 파솔리니(Pier Paolo Pasolini, 1922년 3월 5일 ~ 1975년 11월 2일)는 이탈리아의 영화 감독, 시인, 평론가이었다. 그는 로마 가톨릭 교회와 파시즘에 비판적이었는데 권력과 종교의 결탁과 끔찍한 살육을 사디즘으로 그린 영화 《살로 소돔의 120일》이라는 작품을 완성한 후 의문의 죽음을 당한다.

## 생애
북이탈리아의 볼로냐에서 태어났다. 아버지가 직업군인이어서 유년기는 아버지의 전근 때문에 각지를 전전했다. 볼로냐 대학에서 공부한 다음 1941년경부터 활동을 시작했다. 1942년 소개령에 따라 북부의 마을인 카잘사에 이주하여 본격적으로 문학활동으로 들어갔다.
1949년 어머니와 함께 로마에 나와 그 후의 폭넓은 활약（시인, 작가, 각본가, 영화감독, 평론가, 비평가, 사상가, 극작가, 화가）이 시작되었다.
도회의 최하층 노동자에 공감을 가지고 그의 문학은 하층 인간의 빈곤, 고독, 상처받은 감정 등을 주로 테마로 삼았다. 로마에서는 빈민굴에 출입하면서 빈민들의 생활 중에 직접 경헙하기도 하였다.
그리하여 1955년 이 시기의 경험에 근거한 소설 《생명의 젊은이》들을 발표하여 콜롬비이 퀴돗티 상을 수상하기도 하였다. 그런데 이 책이 발행금지 되자 그는 전투적인 자세의 시집, 소설 들을 차례로 발표하였다.
그 후에는 오로지 영화에만 몰두하여 이탈리아 영화의 '항의자 집단'의 리더로 활약한다. 1954년 〈강의 여자〉의 각본에 참가한 후 〈카비리아의 밤〉, 〈광란의 밤〉, 〈더럽혀지지 않은 포옹〉, 〈잔혹한 밤〉, 〈장식창의 여자〉등의 각본에 참가하였다.
1961년 〈아카토네〉를 스스로 연출, 감독함으로써 이름을 알렸다. 이미 이 첫 작품부터 그 특이한 재능은 주목 받았는데 이어서 〈맘마 로마〉, 〈마태복음〉 등을 발표하였다. 기성의 체제, 종교에 통렬한 비판을 하였다.
특히 그의 유작이 된 <살로 소돔의 120일>은 부패한 종교와 권력이 결탁하면 어떻게 인간을 파괴하는지를 적나라하게 묘사한 영화다. 이 영화의 개봉으로 바티칸 교황청은 크게 분노했다.
그는 1975년 로마 옆의 항구도시 오스티아에서 <살로 소돔의 120일>에 출연했던 17세 소년 피노 펠로시와 함께 바닷가를 산책하던 중 의문의 변사체로 발견된다. 피노 펠로시는 파솔리니가 자신을 유혹했기 때문에 죽였다고 주장하였고 결국 법원은 단독살해로 결론지었으나 정치적 타살이라는 견해가 우세하다. 이 때문에 파솔리니의 죽음을 소재로 <누가 파솔리니를 죽였나>(감독 마르코 툴리오 지오르다나)라는 다큐멘터리 영화도 만들어졌다.

## 사상
그의 작품에서 그는 이탈리아 사회의 부정의 더 나아가 세계 전체의 파시스트적 구조 내지 기제 권위주의적 체제 등 모순을 지적하였고 인간 사이의 관계에 관하여 성찰하였다. 그의 성격은 사회적으로 아웃사이더라 할 수 있고 반항적이었다. 배우들은 일반인을 쓴 경우가 많다.
평론가로서도 그가 1960년대와 1970년대 이탈리아 사회에서 관찰하였던 사회 구조의 붕괴 현상을 날카롭게 비판하였다. 이러한 붕괴현상의 주요 특징은 사회 진보의 기초로서의 민중 문화의 사라짐과 그로부터 기인하는 인간 간의 공존의 가치나 내용의 소멸 등을 지적하였다. 이러한 과정의 원인과 주동력은 바로 이전의 파시즘과는 다른 형태의 파시즘이라는 것이 그의 진단이었다.
이 새로운 파시즘은 개인들에게도 내면화 되었으며 다름, 특히 문화적 차이를 용납하지 않는다. 새 파시즘의 형태는 새로운 자본주의의 발전모델에 대한 순응적인 인가이며, 따라야 할 유일한 인간형으로 소시민이 등장한다. 이 파시즘은 사회의 모든 영역에서 이루어지는 현상이다. 프랑스 5월 혁명 이후에 등장한 68 세대도 예외가 되지 못한다.

## 주요작품
| 연도 | 제목                | 원제                             | 감독 | 각본 | 배우 | 제작 |
| ---- | ------------------- | -------------------------------- | ---- | ---- | ---- | ---- |
| 1957 | 카비리아의 밤       | Le notti di Cabiria              |      | o    |      |      |
| 1961 | 아카토네 (걸인)     | Accattone                        | o    | o    |      |      |
| 1962 | 맘마 로마           | Mamma Roma                       | o    | o    |      |      |
| 1963 | 순결('백색 치즈'편) | Ro.Go.PaG('La Ricotta'편)        | o    | o    |      |      |
| 1964 | 마태복음            | Il vangelo secondo Matteo        | o    | o    |      | o    |
| 1966 | 매와 참새           | Uccellacci e uccellini           | o    | o    |      |      |
| 1967 | 에디푸스 왕         | Edipo re                         | o    |      | o    |      |
| 1967 | 다섯 마녀 이야기    | Le Streghe                       | o    |      |      |      |
| 1968 | 테오레마 (정리)     | Teorema                          | o    | o    |      |      |
| 1969 | 돼지우리            | Porcile                          | o    | o    |      |      |
| 1970 | 메데아              | Medea                            |      |      |      |      |
| 1971 | 데카메론            | Il Decameron                     | o    | o    | o    |      |
| 1971 | 캔터베리 이야기     | I racconti di Canterbury         | o    |      |      |      |
| 1974 | 아라비안 나이트     | Il fiore delle Mille e una notte | o    |      |      |      |
| 1975 | 살로 소돔의 120일   | Salò o le 120 giornate di Sodoma | o    | o    |      |      |

## 같이 보기
- 파솔리니 (영화)